# Randy
Randy is een Zweedse punkband die werd opgericht in 1992 in Hortlax. De vroegere stijl van de band werd voornamelijk beïnvloed door andere skatepunkbands zoals NOFX en Propagandhi. Nadat het tweede studioalbum The Rest is Silence (1996) werd uitgegeven en basgitarist Patrik Trydvall de band verliet in 1997 neigde de muziekstijl meer naar poppunk.
De band heeft tot op heden zes studioalbums en een reeks singles en ep's uit laten geven bij Zweedse platenlabels en het Amerikaanse punklabel Fat Wreck Chords.

## Leden
- Fredrik Granberg - drums
- Johan Gustavsson - basgitaar, achtergrondzang
- Stefan Granberg - zang, gitaar
- Johan Brändström - gitaar, (achtergrond)zang

Voormalige leden
- Patrik Trydvall - zang, basgitaar (1992-1997)

## Discografie
Studioalbums
- There's No Way We're Gonna Fit In (Dolores Records, 1994)
- The Rest is Silence (Dolores Records, 1996)
- You Can't Keep a Good Band Down (Ampersand Records, 1998)
- The Human Atom Bombs (Burning Heart Records, 2001)
- Welfare Problems (Burning Heart Records, 2003)
- Randy the Band (Burning Heart Records/Fat Wreck Chords, 2005)